# Erwin Thoma
Erwin Thoma (* 14. Februar 1962 in Bruck an der Großglocknerstraße) ist ein österreichischer Forst- und Betriebswirt, der als Unternehmer und Autor auf dem Gebiet Baumwissen und Holzinnovation tätig ist. Die Thoma-Holz GmbH bietet u. a. Häuser aus unverleimtem Massivholz an.

## Leben
Thoma wuchs in Bruck (Pinzgau) im Bundesland Salzburg auf. Aus Liebe zur Natur wurde er zunächst Bergführer, dann Revierförster in der Eng im Karwendel. Begegnungen mit Mittenwalder Geigenbauern steigerten sein Interesse für traditionelle Holzverarbeitung und fast in Vergessenheit geratene Überlieferungen. Das Wissen des Großvaters Gottlieb Brugger, der im Oberpinzgau bei Krimml als Zimmermann Blockhäuser im alpinen bäuerlichen Stil baute, übte großen Einfluss auf seine Denkweise aus. Diese handwerklichen Traditionen setzte er nach und nach in seiner industriellen Fertigung von puristischen Holzhäusern auf moderne Weise um.
Nach Fällen von Asthma in der Familie wurde der eigene Holzverarbeitungsbetrieb auf eine holzschutzmittelfreie Produktion unter Verzicht auf giftige Leime umgestellt. Dabei wendet er Überlegungen an, die Mondphasenholz bessere Stabilität, Haltbarkeit und Feuerbeständigkeit zusprechen.
In der 1998 patentierten leimfreien Vollholzbauweise Holz100 wurden bis 2015 über 1000 Holzbauten in 33 Ländern errichtet.

Erwin Thoma lebt mit seiner Frau Karin und zwei Söhnen und einer Tochter in Goldegg im Pongau.

## Mondholz
1999 fasste Thoma seine gesammelten Überlieferungen über Holz, Wald und Mond in dem Buch ...dich sah ich wachsen zusammen, das in mehrere Sprachen übersetzt wurde. In der Folge beantragte Thoma Fördermittel für eine wissenschaftliche Untersuchung, war jedoch zunächst nicht erfolgreich. Ernst Zürcher, an der ETH Zürich tätig, legte 2003 eine Studie vor, die belegen sollte, dass die Dauerhaftigkeit von gefälltem Holz nicht mondphasenneutral ist. Dem stehen Untersuchungen entgegen, die dem Mondholz zugeschriebene besondere Qualitäten bezweifeln und mit anderen Faktoren begründen. Mondholz sei, so die TU Dresden, Volksglaube und spreche romantische Bedürfnisse nach Ursprünglichkeit an.

## Studien

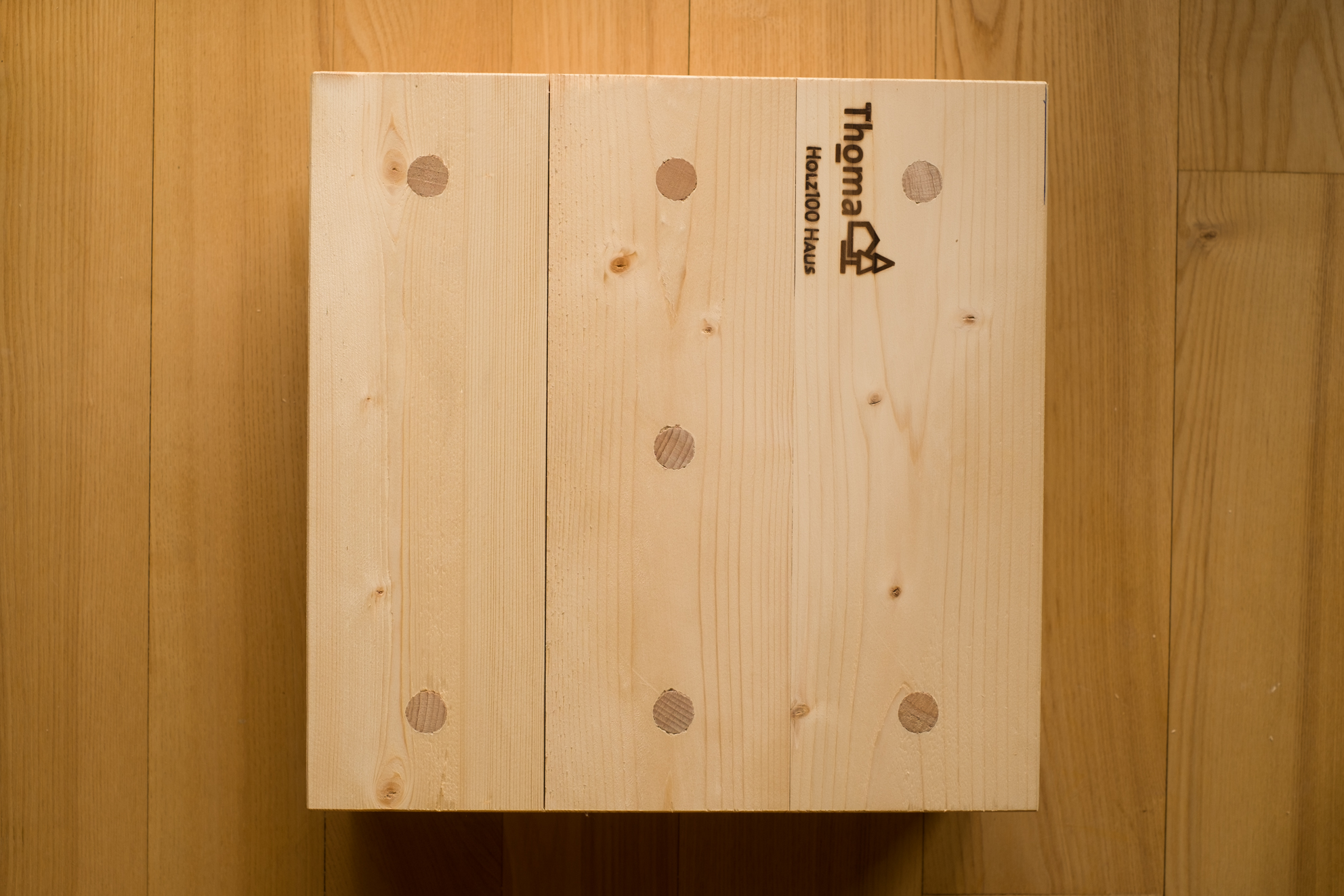
Holz100 Wandmuster - Dübelbild

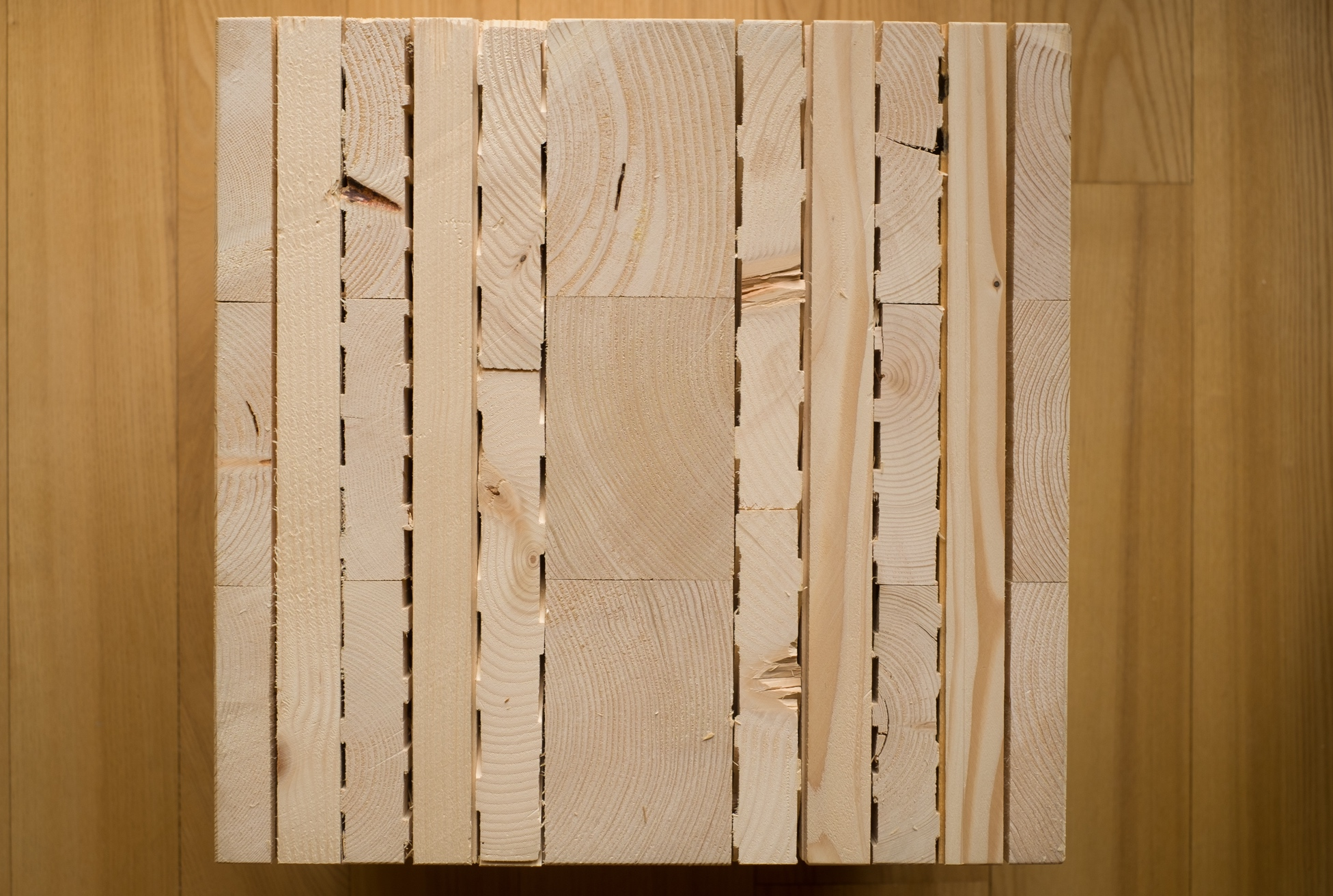
Holz100 thermo Wandmuster - Querschnitt

Gemeinsam mit dem Grazer Mediziner Maximilian Moser und dem Großarler Michael R. Rohrmoser ging Thoma der Frage nach, inwieweit sich Baumaterialien auf die Gesundheit der Hausbewohner auswirken. Die durchgeführten Studien erlauben jedoch unter den Kriterien der wissenschaftlichen Evidenz keine klaren Aussagen im Bezug auf die Wirksamkeit.
Die thermische Trägheit des Holzes lässt sich wie eine natürliche Klimaanlage einsetzen, die ein Haus im Sommer kühl hält und im Winter vor Auskühlung schützt. Für das österreichische Filmarchiv baute Thoma den ersten energieautarken Archiv-Bau, der ganzjährig konstant auf 2 °C temperiert ist.
In der Tradition der Naturheilkunde von Paracelsus und Hildegard von Bingen schreibt Thoma verschiedenen Holzarten „seelische Botschaften“ zu. Dabei geht er zunächst von verschiedenen Holzfarben und -maserungen aus und beschreibt Bäume als Lebewesen mit eigener Seele. In ihren Jahresringen zeichnen Bäume die Energien aus ihrer Lebenszeit auf, welche über das Holz auf den Menschen wirken und Kraft, Freude, Ausgeglichenheit und Heilung bringen. Thoma beschreibt darüber hinaus die soziobiologischen Aufgaben innerhalb der Baumfamilie und überträgt diese auf den Menschen.

## Veröffentlichungen
- …dich sah ich wachsen: Über das uralte und das neue Leben mit Holz, Wald und Mond. 1996
- …und du begleitest mich: Wie Bäume und Hölzer dem Menschen nützen. 1999
- Für lange Zeit: Leben und Bauen mit Holz. Alte Weisheiten für moderne Technologien. 2003
- Vollholz-Häuser: Das Baum Prinzip für naturnahes Wohnen. 2008
- Die geheime Sprache der Bäume - und wie die Wissenschaft sie entschlüsselt. 2012
- Die sanfte Medizin der Bäume: Gesund leben mit altem und neuem Wissen. 2014 (Co-Autor: Maximilian Moser)
- Vom historischen Mondholz zum High-Tech Material (PDF) restaurator-im-handwerk.de, 2015
- Bäume für die Seele: Welches Holz stärkt mich? 2015 (Co-Autorin: Julia Gruber)
- Holzwunder: Die Rückkehr der Bäume in unser Leben. 2016
- "Strategien der Natur": Wie die Weisheit der Bäume unser Leben stärkt
- "BUT BEAUTIFUL" ein Film von Erwin Wagenhofer mit Erwin Thoma...

## Preise und Zertifikate
- Cradle to Cradle Certified, Gold seit 2009
- Europäischer Sieger des R.I.O. Innovationspreises 2003
- Bundessieger Arbeitsplätze durch Innovation, Österreich 2003
- Umweltfreundlichster Industriebetrieb in Österreich 2001
- Deutscher Holz Creativ Preis 2000
- Salzburger Innovationspreis 2000